# Rhopalomyia pomum
Rhopalomyia pomum är en tvåvingeart som beskrevs av Gagne 1975. Rhopalomyia pomum ingår i släktet Rhopalomyia och familjen gallmyggor. Inga underarter finns listade i Catalogue of Life.